# Empire State Building
Empire State Building – wieżowiec w Nowym Jorku (w dzielnicy Midtown w okręgu Manhattan) w Stanach Zjednoczonych, jeden z najbardziej rozpoznawalnych symboli nie tylko miasta, ale także całego kraju. Jego nazwa pochodzi od przydomku stanu Nowy Jork, który brzmi właśnie Empire State.
Oficjalne otwarcie poprowadził prezydent Herbert Hoover, który 1 maja 1931 w Waszyngtonie nacisnął przycisk włączający oświetlenie budynku. Od chwili wybudowania do 1973 ESB był najwyższym budynkiem w Nowym Jorku. Tytuł najwyższej budowli odzyskał 11 września 2001 po zamachach terrorystycznych na wieże Światowego Centrum Handlu, które do tamtej pory były na najwyższych pozycjach. W całym kraju jest obecnie na 9. miejscu. Jego wysokość strukturalna wynosi 381 metrów, a całkowita (czyli z anteną na dachu) 443 metry. Ma 103 piętra, w tym jedno podziemne. Został zaprojektowany w stylu art déco przez Shreve, Lamb & Harmon Associates. American Society of Civil Engineers (ASCE) zaliczyło go do 7 cudów współczesnego świata. 

## Opis
Odmiennie niż większość wysokościowców, Empire State Building ma klasyczną fasadę. Rozpoznawalna iglica budynku, w stylu art déco, pierwotnie była zaprojektowana jako punkt cumowania sterowców. Testy wykonane ze sterowcami dowiodły jednak, że jest to niepraktyczne i niebezpieczne ze względu na silne podmuchy wiatru oraz wielkość budynku. 
Zajmuje on powierzchnię 57 na 129 metrów. Pracuje w nim 15 tysięcy osób, natomiast stały personel liczy około 250 ludzi. Co miesiąc wywozi się z niego około 100 ton odpadów, a każdego roku zużywa ponad 40 mln kilowatogodzin prądu.

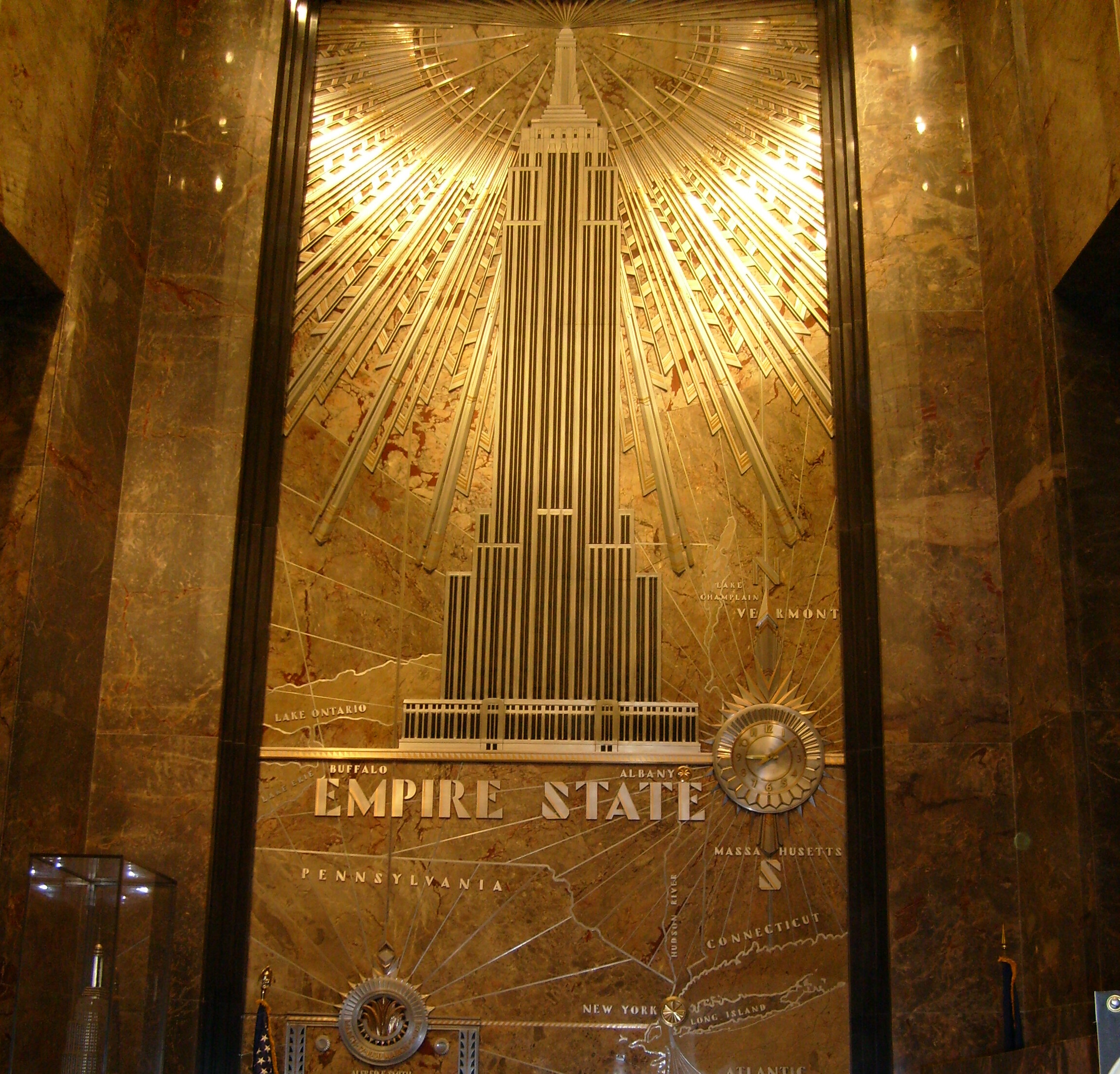
Relief przedstawiający Empire State Building w lobby budynku

Robotnicy zużyli 60 tysięcy ton stali, 200 tys. st3 (5663 m³) wapienia i granitu, 740 ton aluminium i stali nierdzewnej na ściany zewnętrzne, a także – 10 mln cegieł i 5600 metrów sześciennych kamieni na podłogi, ściany i podpiwniczenia. Przewody instalacji elektrycznej mają łączną długość ok. 692 km, 112 km rur wodociągowych, 80 km rur centralnego ogrzewania i 6500 okien, ponad 3 mln żarówek, 5600 kilometrów kabli telefonicznych, 7450 ton urządzeń klimatyzacyjnych.
Hall wejściowy ma wysokość 3 pięter. Znajduje się tu duży aluminiowy relief przedstawiający Empire State Building. Brakuje na nim jednak dodanej później wieżowcowi anteny. Północny pasaż zawiera osiem podświetlanych płyt stworzonych przez Roya Sparkia i Renée Nemorovą w 1963. Przedstawiają one budynek jako ósmy cud świata obok tradycyjnych 7.
Ze względu na różnorodne ograniczenia, jakie nakłada na wysokie nowojorskie budynki New York's Zoning Resolution z 1916 (między innymi ograniczenia dotyczące spraw w związku z dostępem światła na poziom ulicy), wieżowiec ten uzyskał swój charakterystyczny stożkowaty kształt.
Budynek ma jeden z najpopularniejszych zewnętrznych tarasów widokowych na świecie; odwiedziło go już ponad 110 milionów ludzi. Obserwatorium znajduje się na 86. piętrze i daje 360 stopniowy widok na miasto. Inny taras widokowy znajduje się na 102 piętrze budynku i jest on otwarty dla zwiedzających. Był zamknięty od 1999, jednak w listopadzie 2005 otwarto go ponownie. Wejście kosztuje o 15 dolarów więcej niż na taras 86 piętra. Co roku odwiedza go około 3,6 mln ludzi.

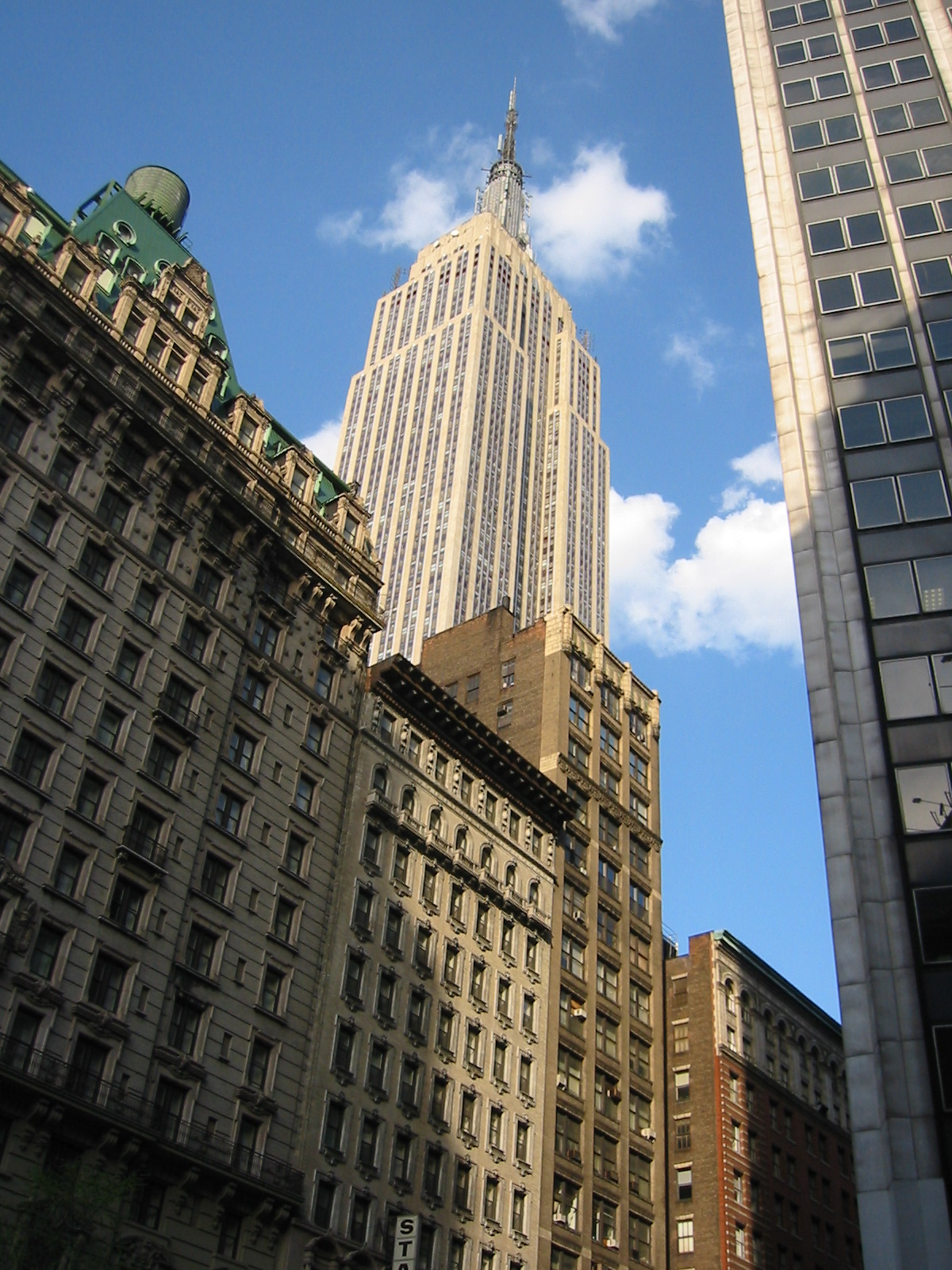
Wieżowiec przewyższający okoliczne budynki

Znajdują się tu pomieszczenia biurowe dla 15 tysięcy ludzi, a windy mogą przewozić 10 tysięcy osób na godzinę. Poza biurami znajdują tu także inne obiekty. Wśród nich banki, restauracje i sklepy. Większość z nich ulokowana jest na poziomie lobby.
Budynek wznosi się na 381 metrów; licząc razem z anteną na dachu, jest to 443,2 metrów. Był w chwili oddania do użytku najwyższym budynkiem na świecie i jedynym do tamtego czasu, który osiągnął ponad 100 pięter. Był to przez rekordowo długi czas najwyższy budynek (41 lat) oraz najwyższa wzniesiona przez człowieka konstrukcja (23 lata). Szczycił się tym mianem do lat siedemdziesiątych, czyli ukończenia masztu radiowego w Konstantynowie, który osiągnął wysokość 646,38 m. Tytuł najwyższego w mieście odzyskał po zamachach z 11 września 2001, w których zniszczone zostały bliźniacze wieże Światowego Centrum Handlu. Empire State Building zajmuje 9. miejsce wśród najwyższych budynków w Stanach Zjednoczonych oraz 59. miejsce na świecie. Ze względu na swoją wysokość spełnia rolę piorunochronu. Każdego roku uderza w niego około 100 błyskawic.

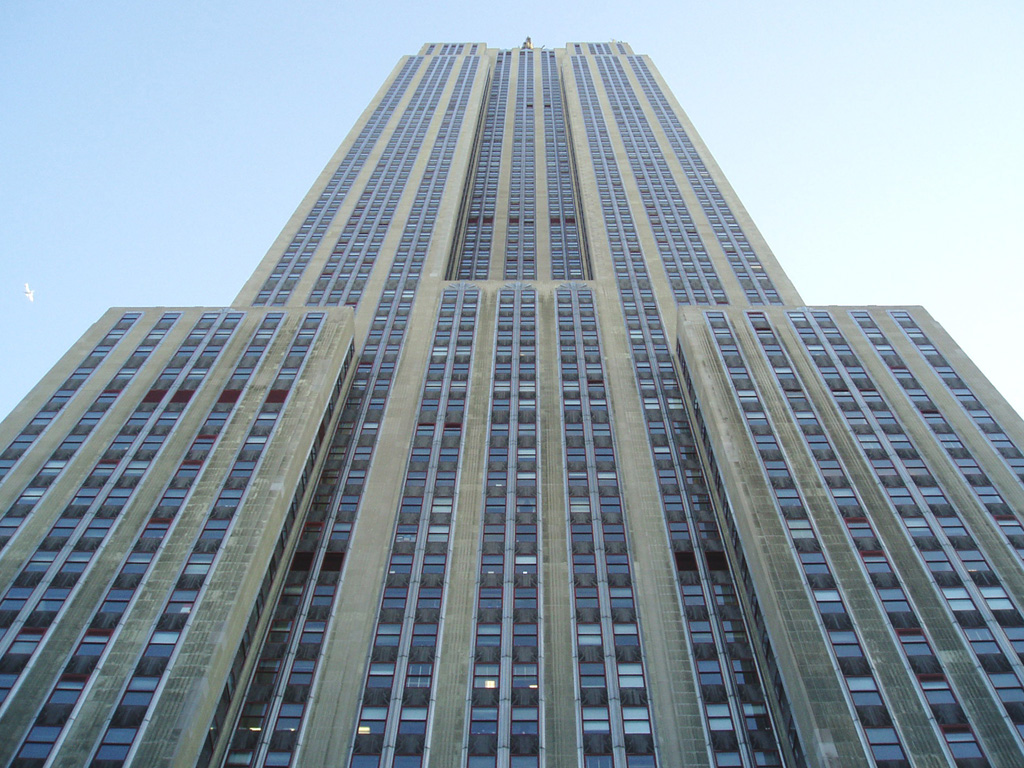
Widok z ulicy na budynek

Empire State Building waży przeszło 360 tysięcy ton. Ma 73 windy i 1860 stopni na najwyższe piętro. Organizowane są zawody polegające na jak najszybszym przebiegnięciu tego dystansu. Rekord ustanowił w 2003 Paul Crake, a wynosi on 9 minut i 33 sekundy. Całkowita jego powierzchnia wynosi ok. 200 tys. m² (ok. 2,200 mln stóp kwadratowych). Wybudowany został przy 350 Fifth Avenue, pomiędzy 33 i 34 ulicą na Manhattanie. Jego współrzędne geograficzne to 40°44′55″N, 73°59′11″W. Budowa kosztowała 24,7 mln dolarów, chociaż wykonawcy spodziewali się nawet 50 mln. Do wykonania metalowej konstrukcji zużyto 57 tysięcy ton stali, a fundamenty budynku sięgają prawie 17 metrów pod ziemię.
W gmachu tym znajduje się 6500 okien połączonych pionowymi taśmami z aluminium i nierdzewnej stali. W czasach budowy nie było jeszcze sprawnie działających klimatyzacji, dlatego na każde 8,5 metra kwadratowego biura musiało przypadać jedno okno. Zainstalowano ją dopiero w latach pięćdziesiątych. Cały wieżowiec obłożony jest kamiennymi płytami z szarego wapienia z Indiany.
Bardzo często jest wykorzystywany jak tło dla wielu filmów, gier itp. Prawdopodobnie najbardziej znanym przykładem na wykorzystanie tego gmachu jako tła filmowego jest film King Kong z 1933. Tytułowy King Kong podczas ucieczki przed pogonią wspina się na budynek i toczy walkę z atakującymi go samolotami. W 50. rocznicę produkcji tego filmu, w 1983 na ścianie wieżowca umieszczono nadmuchiwaną małpę. Jednak pewnego dnia została ona nadgryziona przez mysz, co było powodem ujścia powietrza. Dmuchana małpa potrzebowała stałego dostarczania powietrza i nigdy nie została całkowicie napełniona. Czasami natomiast budynek ten zostaje nawet zniszczony, jak np. w filmie Dzień Niepodległości, kiedy to kosmici doprowadzają do jego eksplozji. Znany przedstawiciel pop-artu Andy Warhol w swoim filmie Empire utrwalił ośmiogodzinny obraz przedstawiający budynek nocą.

## Historia

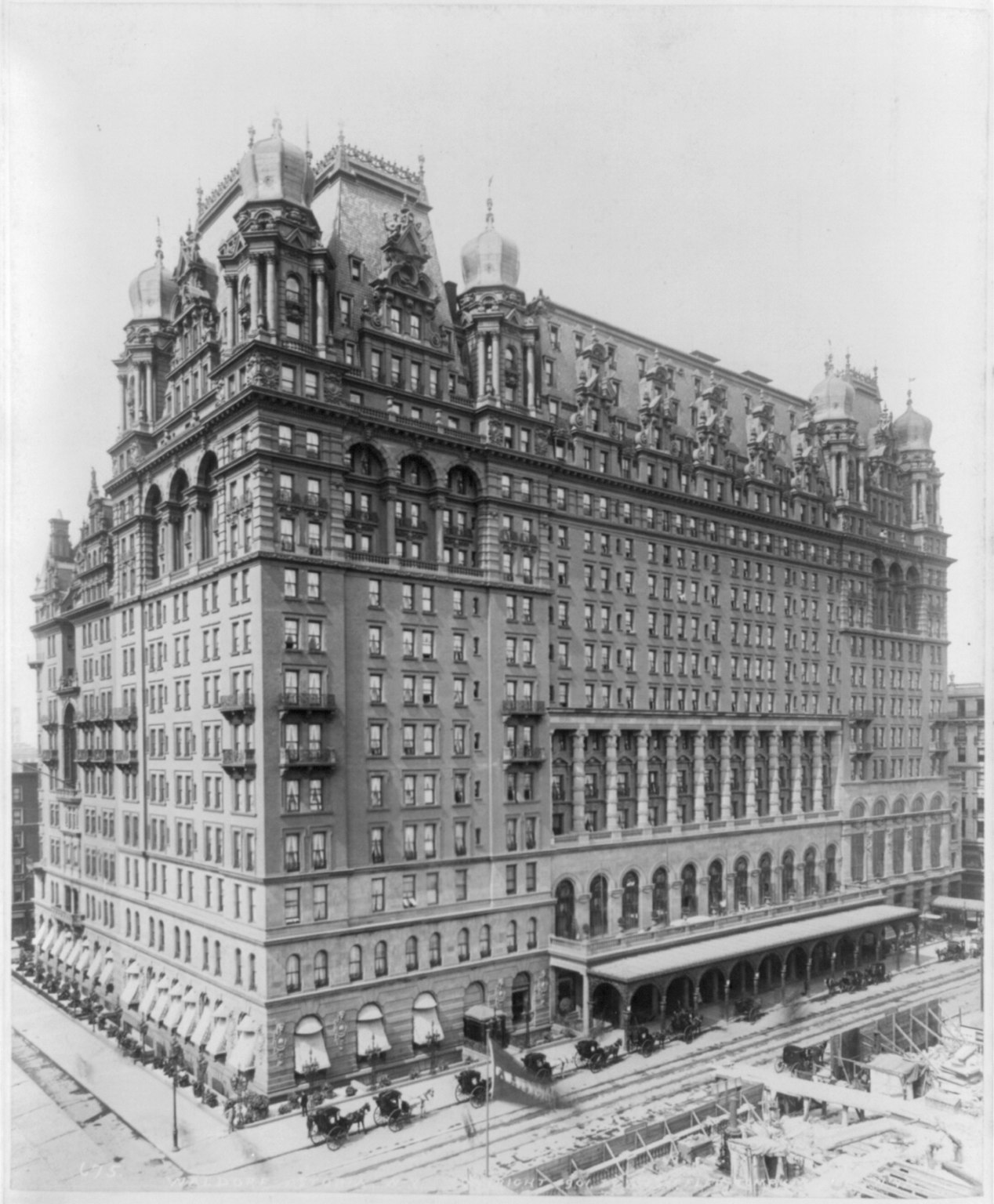
Hotel Waldor-Astoria, na miejscu którego powstał Empire State Building

Obecny Empire State Building został zbudowany na miejscu hotelu Waldorf-Astoria, należącego do nowojorskiej rodziny Astorów. Po pożarze, który poważnie uszkodził hotel, został wybudowany nowy budynek na Park Avenue, który stoi do dzisiaj. Hotel ten był często odwiedzany przez elitę towarzyską Nowego Jorku. Urządzane tu były tak zwane bale czterystu, na których pojawiały się największe osobistości życia politycznego, gospodarczego i artystycznego miasta.

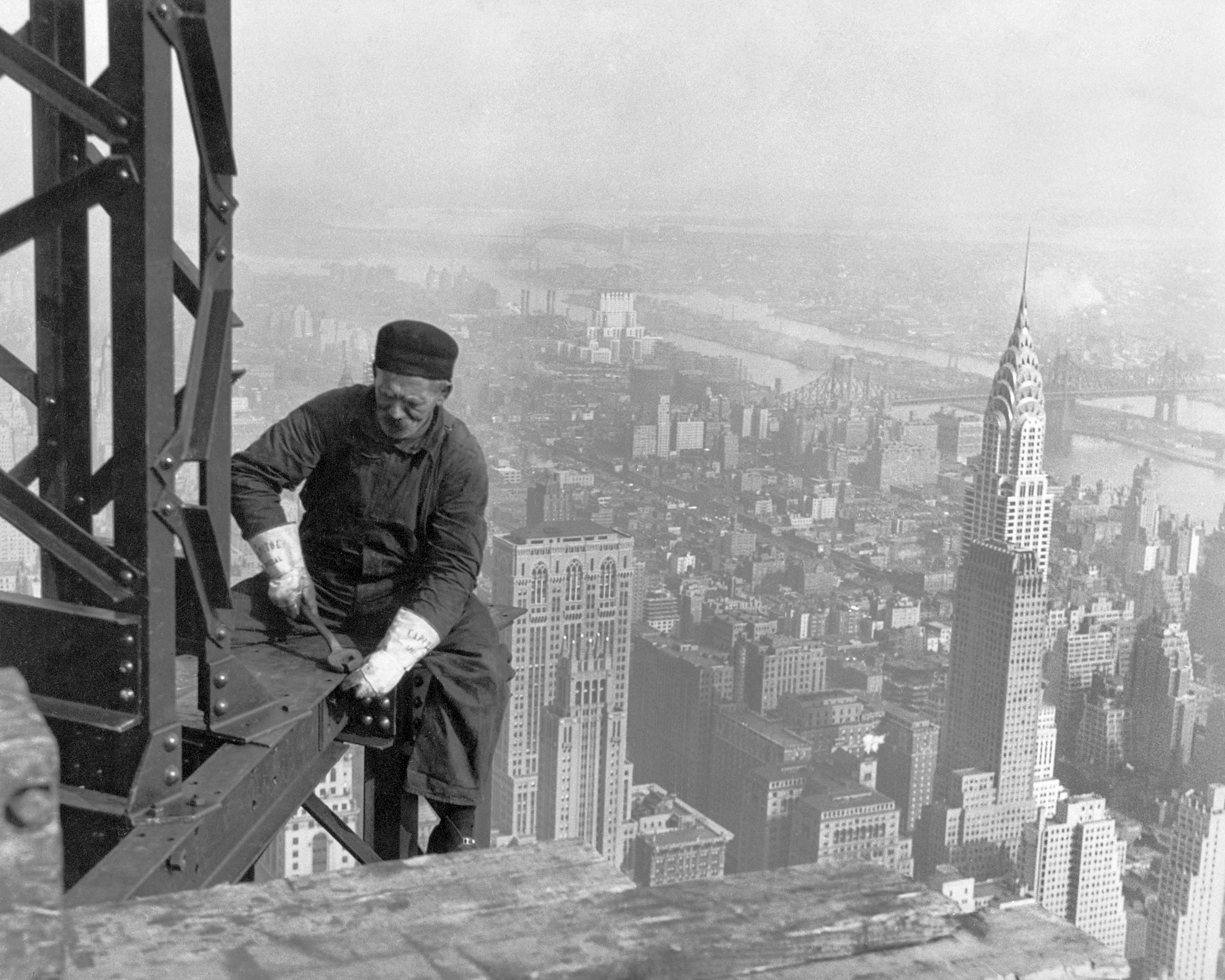
Budowa w 1930 (po prawej Chrysler Building)

Roboty w tym miejscu rozpoczęły się 22 stycznia 1930, natomiast właściwa budowa 17 marca 1930. W przedsięwzięcie to zaangażowanych było 3400 pracowników, głównie pochodzenia europejskiego, ale także indiańskiego (z plemienia Mohawków). 5 robotników zginęło w trakcie budowy. Łącznie robotnicy wypracowali około 7 mln godzin. Co tydzień przybywało około 4,5 piętra. W niektórych momentach było to nawet 14 pięter na 10 dni. W trakcie budowy materiały i sprzęty były wciągane na górę według porządku i harmonogramu ustalonego w najmniejszych szczegółach. Właśnie dzięki tej precyzji udało się wybudować ten gmach w 58 tygodni.
Budowa budynku została przyspieszona, żeby mógł on jak najszybciej przejąć tytuł najwyższego na świecie, od znajdującego się nieopodal Chrysler Building, który był najwyższy zaledwie od paru miesięcy. Empire State Building został otwarty oficjalnie 1 maja 1931, kiedy to Herbert Hoover, prezydent Stanów Zjednoczonych, wcisnął przycisk zapalający światła budynku, samemu będąc w Waszyngtonie. Nastąpiło to 410 dni po rozpoczęciu budowy.

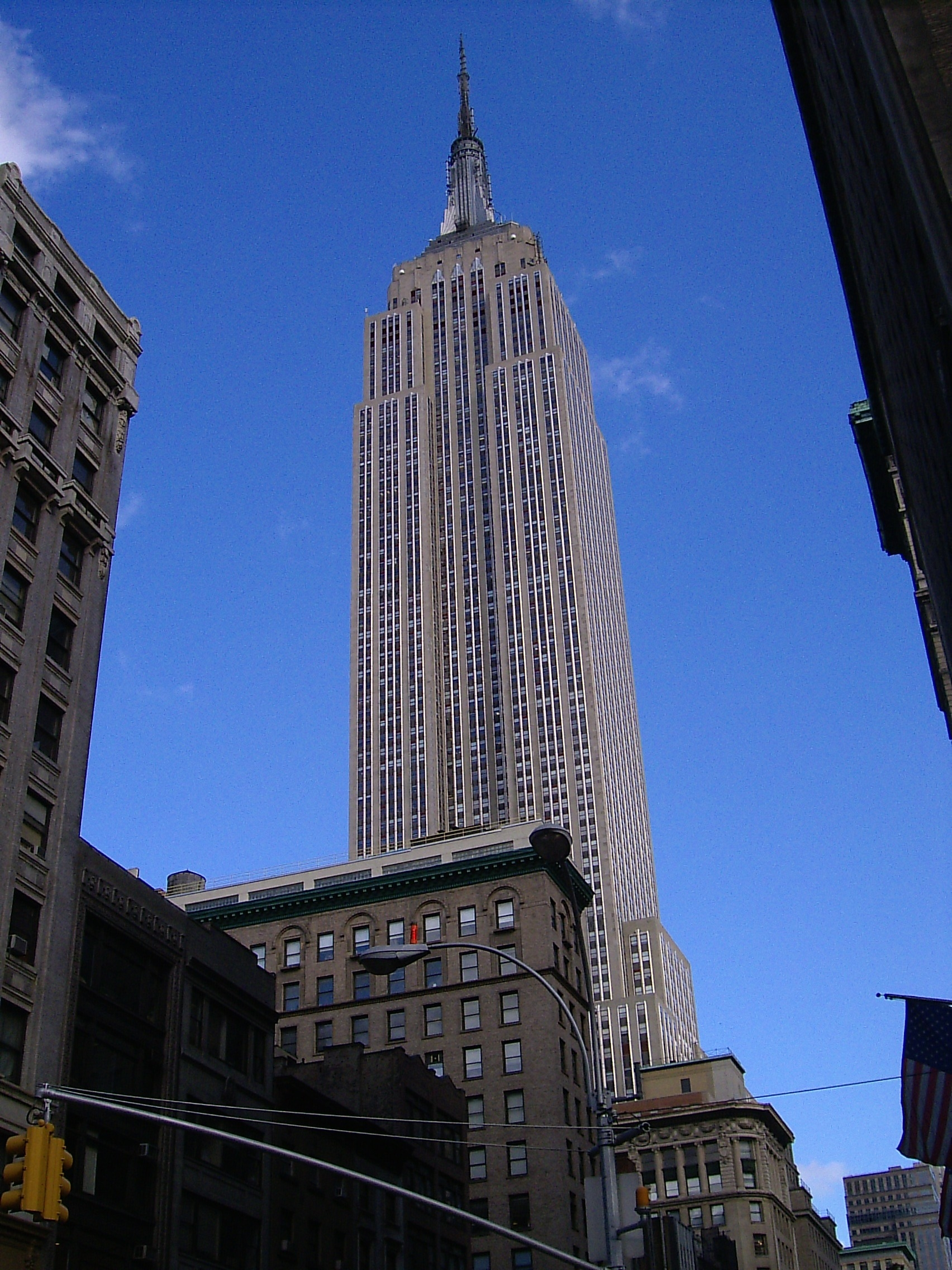
Empire State Building

Od otwarcia do lat czterdziestych duża część powierzchni biurowej budynku nie była wykorzystywana. Z powodu tego braku dzierżawców budynek zaczęto nazywać Empty State Building.
28 lipca 1945 w budynek uderzył samolot bombowy B-25D Mitchell. Bombowiec leciał do Newark w stanie New Jersey. Przyczyną wypadku była bardzo gęsta mgła nad Nowym Jorkiem. Pilot zszedł niżej, próbując odzyskać kontakt wzrokowy z ziemią, ale dostrzegłszy wieżowiec zbyt późno, zderzył się z nim. Samolot uderzył na wysokości 78. i 79. piętra, na wysokości 295 metrów nad ziemią. W wyniku uderzenia powstała dziura o wymiarach 5 na 6 metrów. Siła uderzenia była tak wielka, że jeden z silników przebił budynek na wylot i spadł na ulicę po drugiej stronie. Śmierć poniosło 14 osób, a 26 zostało rannych, szkody wyceniono na milion dolarów. Po tej katastrofie zabroniono lotów samolotowych nad Nowym Jorkiem na wysokości mniejszej niż 2500 stóp (760 metrów).
Empire State Building dotrwał w rękach pierwotnych inwestorów do 1951, kiedy to został sprzedany przez Raskoba za 34 mln dolarów grupie inwestycyjnej kierowanej przez Rogera I. Stevensa. Od 1951 wieżowiec bardzo często zmieniał właścicieli, mimo iż przynosił stosunkowo niewielkie dochody.
Ponad 30 osób popełniło samobójstwo skacząc z niego. Po raz pierwszy zabił się zwolniony robotnik, jeszcze przed ukończeniem budynku. Barierka dookoła tarasu widokowego została zainstalowana w 1947 po kilku próbach samobójczych. W 1979 Elvita Adams wyskoczyła z 86. piętra spadając piętro niżej i kończąc z pękniętym żebrem. Budynek był także miejscem samobójstw w 2004 i 2006. Ostatnie samobójstwo popełnił prawnik, który wyskoczył 13 kwietnia 2007 w piątek z 69 piętra.

## Oświetlenie
Kolory iluminacji szczytu budynku dobierane są odpowiednio do pory roku, jak również do obchodzonego w danym dniu święta. Każdy kolor, a także jego ustawienie, ma swoje znaczenie symboliczne. Każde ważniejsze święto, czy rocznica mają własny ustalony układ barw. Wiosną i jesienią każdego roku w mgliste noce światła na budynku są wyłączane dla bezpieczeństwa migrujących ptaków. Powodowały one pomyłki ptaków, których skutkiem były uderzenia o ściany wieżowca.
Po osiemdziesiątych urodzinach Franka Sinatry, a następnie jego śmierci, budynek został oświetlony na niebiesko, przedstawiając tym samym przydomek piosenkarza „Ol' Blue Eyes”. Po śmierci aktorki Fay Wray natomiast, pod koniec 2004, budynek zastygł w kompletnych ciemnościach na 15 minut.

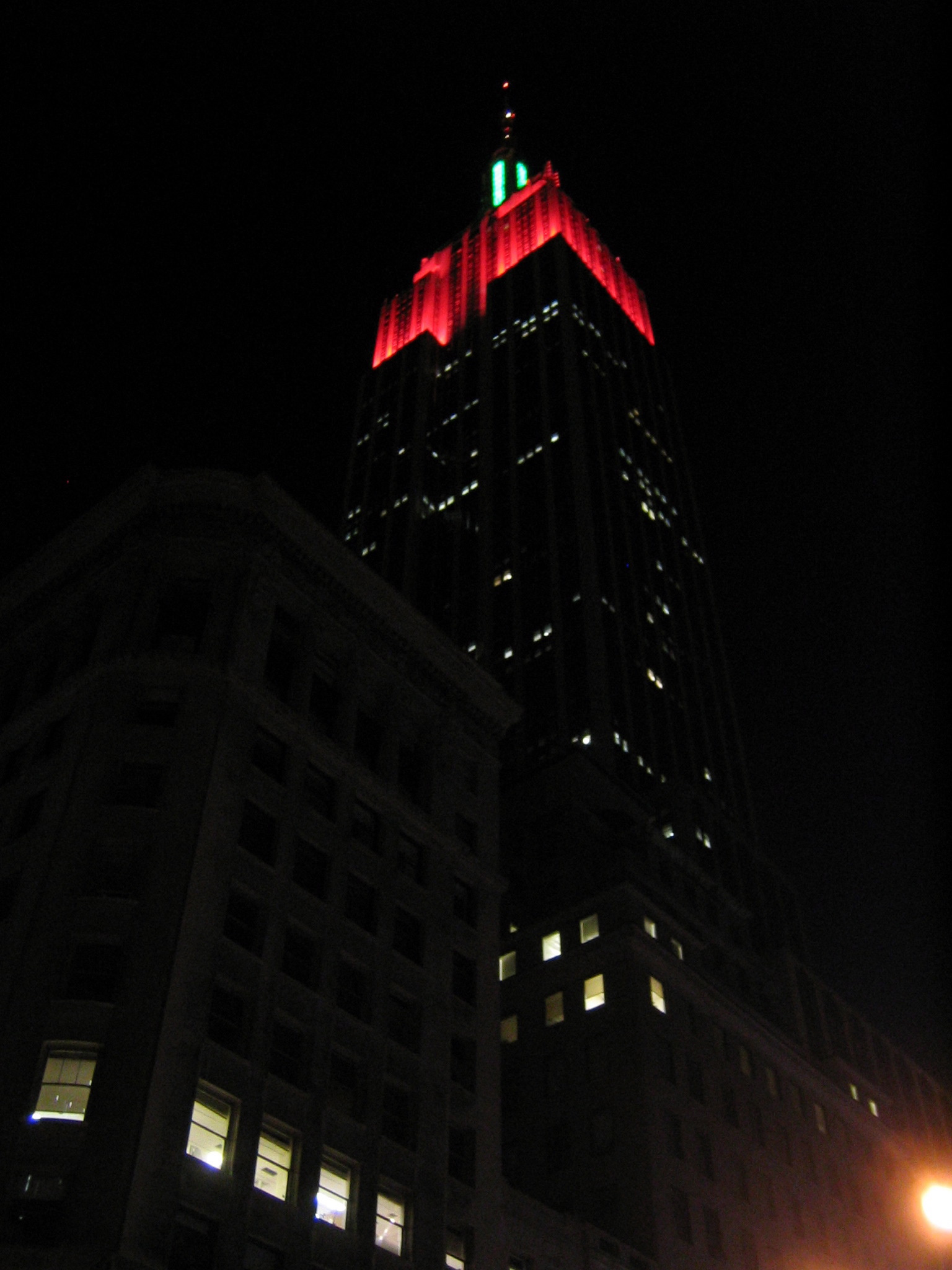
Oświetlenie budynku

Reflektory oświetlały budynek na czerwono, biało i niebiesko przez kilka miesięcy po zniszczeniu World Trade Center, później powrócono do standardowych kolorów. Czasami iluminacja budynku przybiera barwy charakterystyczne dla nowojorskich drużyn (pomarańczowy, biały i niebieski dla New York Knicks; czerwony, niebieski i biały dla New York Rangers, i tak dalej). Dzieje się tak gdy któraś z nich rozgrywa ważny mecz u siebie.
W czerwcu 2002, podczas obchodów 50-lecia rządów królowej Elżbiety II miasto udekorowało budynek iluminacją w kolorach purpurowym i złotym (barwy królewskie Windsorów). Burmistrz miasta Michael Bloomberg powiedział, że był to wyraz podziękowania dla królowej za odegranie hymnu Stanów Zjednoczonych w pałacu Buckingham po 11 września 2001, jak i również za późniejsze wsparcie.
8 listopada 2016 roku, przy wyborze Donalda Trumpa na prezydenta Stanów Zjednoczonych, została wyświetlona jego podobizna, z podpisem „45. prezydent”.

## Media
Nowy Jork jest największym rynkiem medialnym w Stanach Zjednoczonych. Po 11 września 2001 prawie wszystkie komercyjne stacje nadawcze (telewizyjne i radiowe) nadają ze szczytu Empire State Building. Kilka innych stacji ma swoje nadajniki na pobliskim Condé Nast Building.
Oryginalny maszt na szczycie wieżowca mierzył 20,5 metra i pierwotnie miał służyć do cumowania sterowców, jednak po nieudanych próbach z ich cumowaniem postanowiono wykorzystać maszt w celach komunikacyjnych. Transmitowanie z gmachu rozpoczęło się w późnych latach trzydziestych. Pierwszym dzierżawcą masztu została National Broadcasting Company; później dołączały inne stacje (zarówno radiowe, jak i telewizyjne). Bardzo dużą niedogodnością było rozproszenie anten transmisyjnych poszczególnych stacji na dachach różnych budynków. Postanowiono zlikwidować ten problem poprzez umieszczenie przekaźników na szczycie Empire State Building. W 1950 stary 20-metrowy maszt zastąpiono 46-metrową wieżą, posiadającą 5 nadajników telewizyjnych i 3 radiowe. W późniejszych latach dołączały do nich kolejne stacje. Z biegiem czasu liczba nadajników zwiększała się, do 22 w roku 1967.

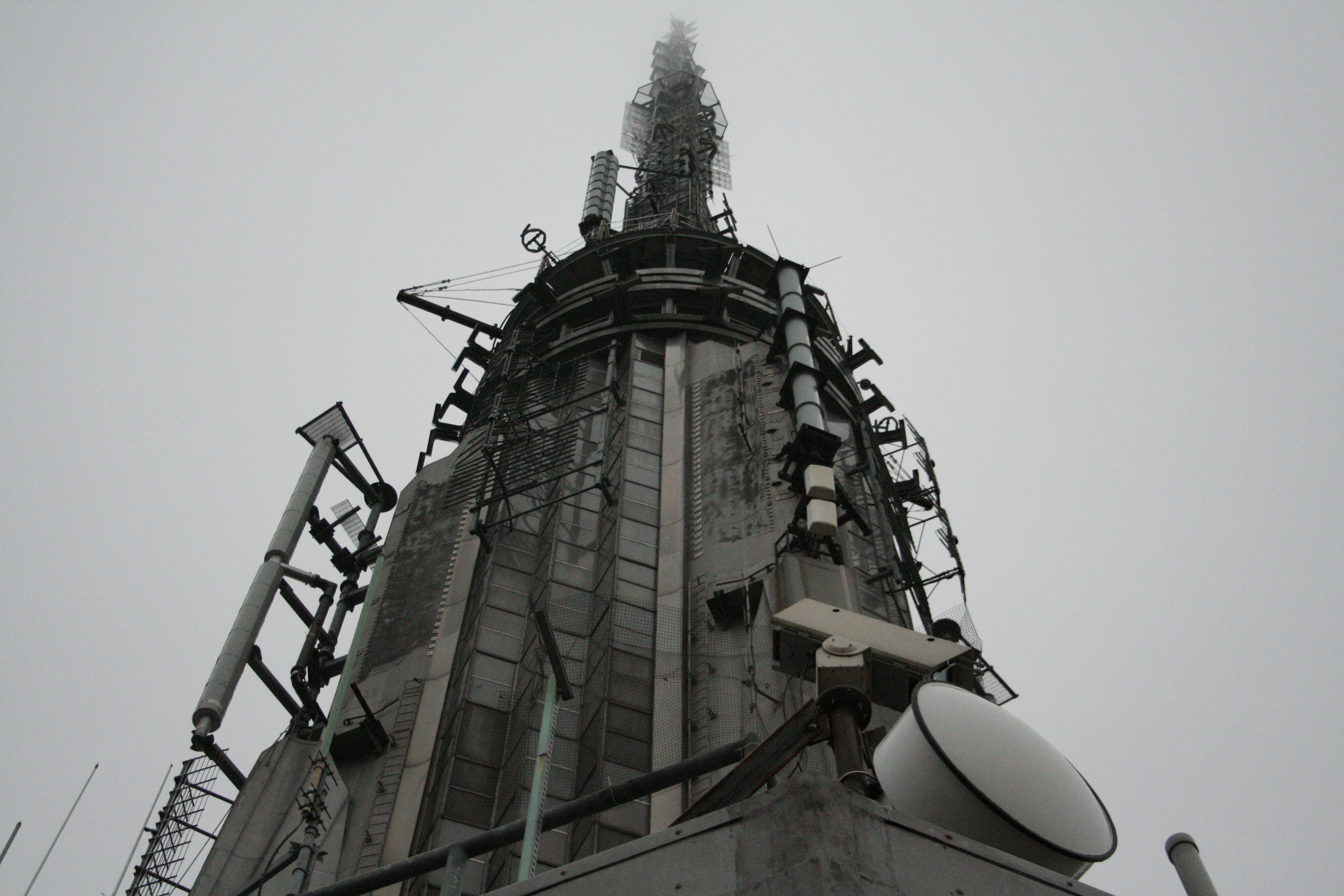
Antena z nadajnikami

Od 2005 budynek mieści następujące stacje:

TV: WCBS-TV 2, WNBC-TV 4, WNYW 5, WABC-TV 7, WWOR-TV 9 Secaucus, WPIX-TV 11, WNET 13 Newark, WNYE-TV 25, WXTV 41 Paterson, WNJU 47 Linden, i WFUT-TV 68 Newark

FM: WFNY-FM 92.3, WPAT-FM 93.1 Paterson, WNYC-FM 93.9, WPLJ 95.5, WQXR-FM 96.3, WQHT-FM 97.1, WSKQ-FM 97.9, WRKS-FM 98.7, WBAI 99.5, WHTZ 100.3 Newark, WCBS-FM 101.1, WQCD 101.9, WNEW-FM 102.7, WKTU 103.5 Lake Success, WAXQ 104.3, WWPR-FM 105.1, WCAA 105.9 Newark, WLTW 106.7, i WBLS 107.5.

## Podobne budynki

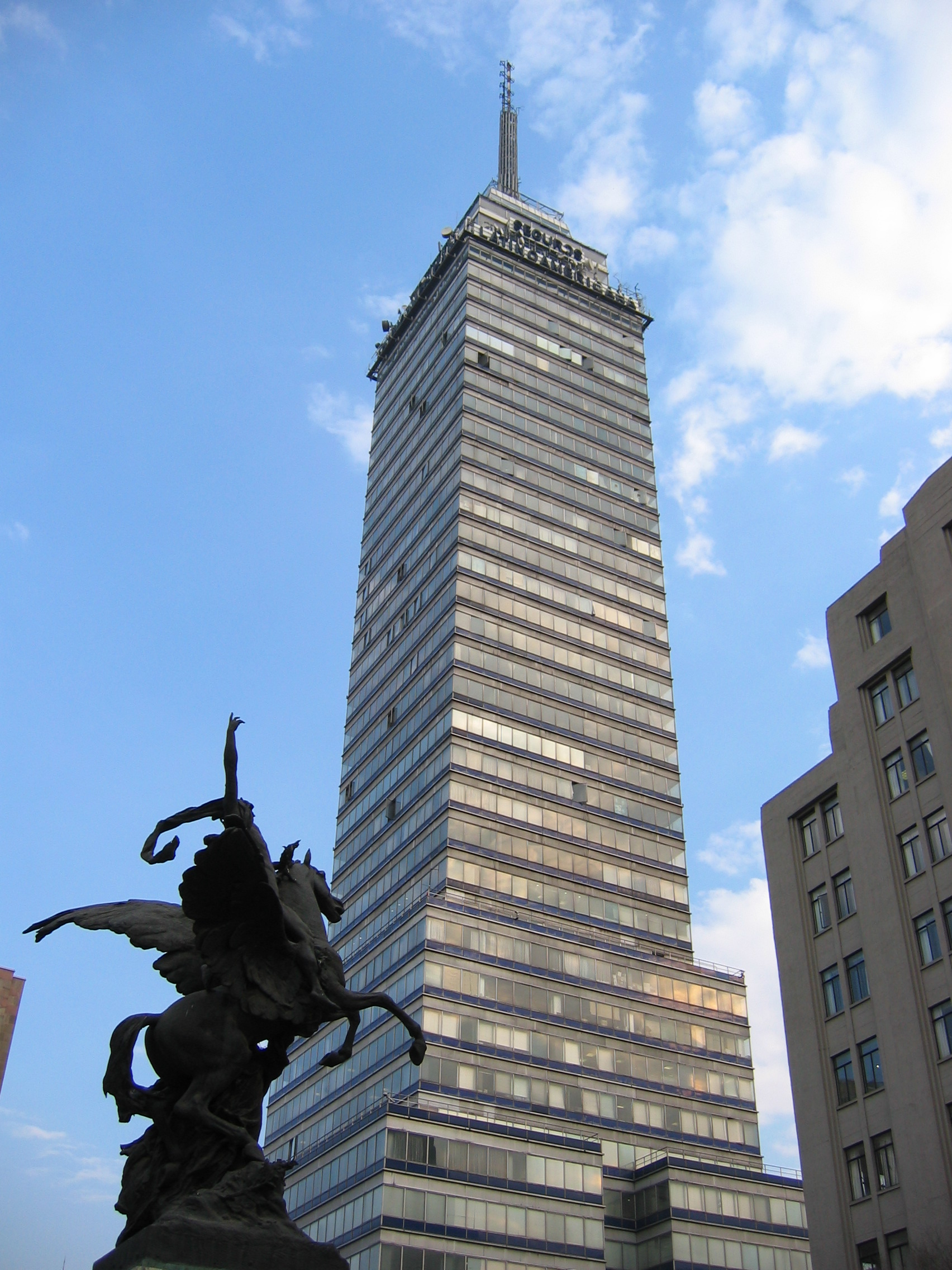
Torre Latinoamericana

Obecnie na świecie jest dosyć dużo budynków, które w jakiś sposób swym kształtem przypominają Empire State Building. W podobnym stylu zostały wykonane:
- Siedem Sióstr w Moskwie
- Pałac Kultury i Nauki w Warszawie
- Reynolds Building(inne języki) w Winston-Salem (siedziba R.J. Reynolds Tobacco Company)
- Carew Tower w Cincinnati (budynek ten został zaprojektowany przez tę samą firmę co ESB)
- Penobscot Building w Detroit (ukończony w 1928)
- Williams Tower w Houston (ogólna bryła i wejście bardzo podobne do ESB)
- Torre Latinoamericana w Meksyku (znacznie mniejszy oraz – w odróżnieniu od ESB – pokryty szkłem).

## Panorama miasta
Z budynku rozciąga się jeden z najlepszych widoków na panoramę miasta. Przy bezchmurnej pogodzie można dostrzec obiekty odległe o nawet 100 kilometrów i więcej. Widać stąd cztery sąsiednie stany.
360° panorama Nowego Jorku z Empire State Building (2005 rok)
Panorama Nowego Jorku z widokiem na Empire State Building (Grudzień 2005)

## Ranking
Pod względem wysokości Empire State Building jest na miejscu:
- 3. w Nowym Jorku
- 5. w Stanach Zjednoczonych
- 25. na świecie

Wybrane drapacze chmur (na czerwono zaznaczono wieżowce w budowie)